# Lasiocercis fasciata
Lasiocercis fasciata is een keversoort uit de familie boktorren (Cerambycidae). De wetenschappelijke naam van de soort werd in 1882, tegelijk met de naam van het geslacht, waarvan het de typesoort is, gepubliceerd door Charles Owen Waterhouse.